# Catedral de San Juan (Bolduque)
La catedral de San Juan (en neerlandés: Sint-Janskathedraal) de Bolduque (o 's-Hertogenbosch) es un edificio religioso católico de arquitectura gótico brabantino en el Brabante Septentrional, en los Países Bajos. Cuenta con un amplio interior y esta ricamente decorada, sirve como catedral de la diócesis de Bolduque.
La catedral tiene una longitud total de 115 m y un anchura de 62 metros. Su torre llega a los 73 metros de altura.
En 1985, el papa Juan Pablo II le concedió el título de basílica.

## Historia
Fue construida sobre una iglesia románica entre 1220 y 1340. Hacia 1370, posiblemente tras la elevación a colegiata, se fue reformando paulatinamente con partes góticas. El coro probablemente se completó alrededor de 1415, el crucero alrededor de 1470, después de lo cual finalmente se completó la nave. Entre 1480 a 1496, se añadió la opulenta capilla del Santísimo Sacramento al norte del coro. En 1505 se demolió lo que quedaba de la iglesia románica, a excepción de partes de la torre románica. Finalmente, se erigió un alto cimborrio. Para 1530 todo se había concluido.
Originalmente, la antigua torre también iba a ser demolida, pero no se hizo por falta de dinero. Estaba prevista una nueva torre al otro lado de la calle. Cuando se paralizaron las obras, hubo que improvisar. Esto es claramente visible en las bóvedas de las naves laterales: donde deberían conectar con la Capilla de Santa María y el Baptisterio respectivamente, las bóvedas ya no están correctamente dispuestas: los arcos se detienen en el centro, los aditamentos de las bóvedas no se completan, etc. Esto también es claramente visible en el exterior, ya que las ventanas más occidentales del siglo XIX son más estrechas que el resto.

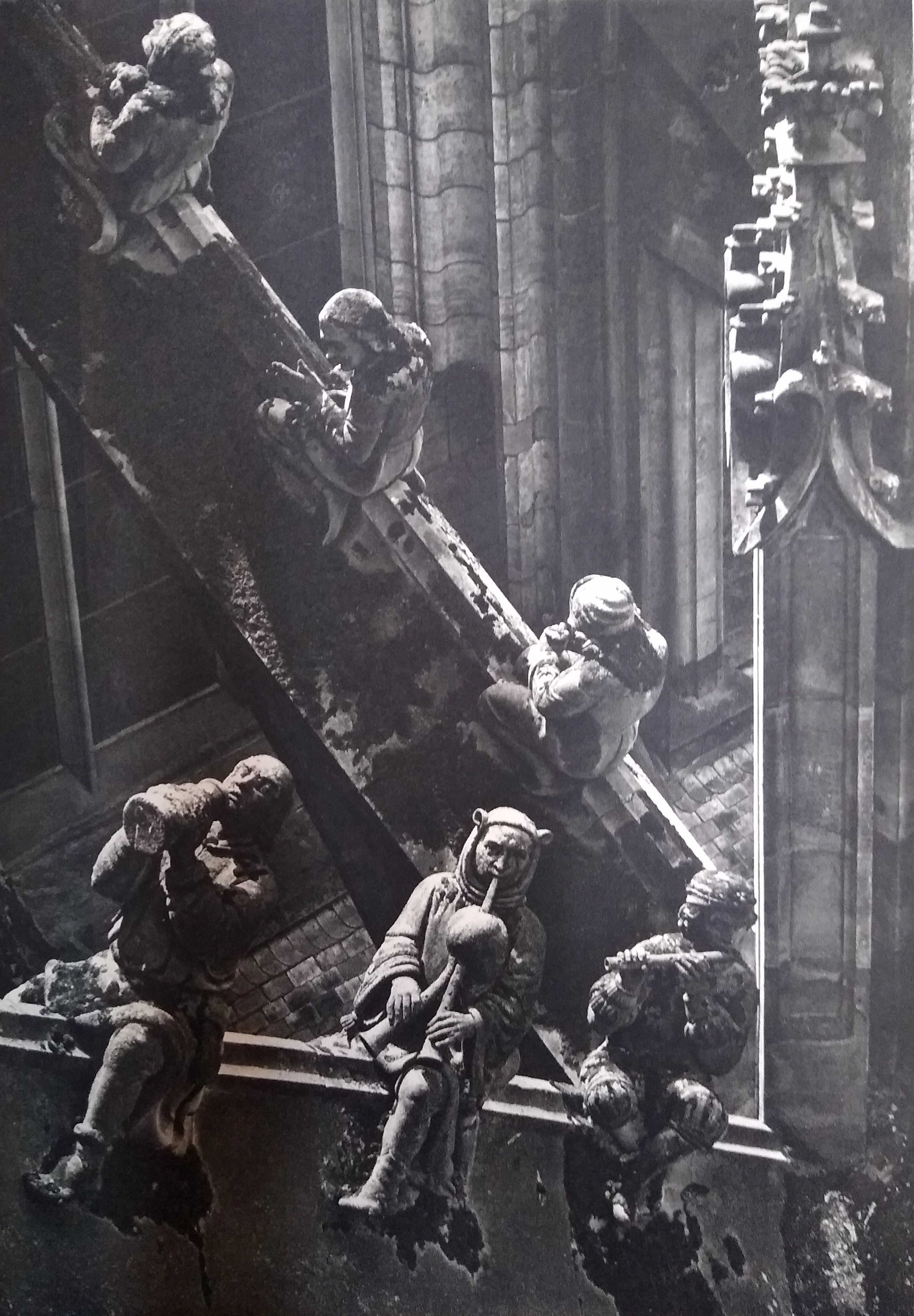
Estatuillas en algunos arbotantes de la catedral

En 1584, un incendio causado por un rayo destruyó la aguja de madera sobre el crucero y partes del tejado hasta el órgano. Debido a la falta de dinero, no se pudo construir una nueva aguja, sino un cimborrio bastante más bajo.
El 14 de septiembre de 1629, la ciudad fue ocupada por las tropas neerlandesas, entregando la catedral y todas las iglesias católicas a la Iglesia reformada y prohibiendo la religión católica.
El edificio sería devuelto a la comunidad católica en 1810 durante el gobierno de Napoleón, que acababa de anexionarse el Reino de Holanda.